# Lista de filmes portugueses de 1971
Lista de filmes portugueses de longa-metragem lançados comercialmente em Portugal em 1971, nas salas de cinema.
Notas: Na secção coprodução, passando o cursor sobre a bandeira aparecerá o nome do país correspondente.
| # | Filme                           | Realização     | Género       | Estreia       | Coprodução |
| - | ------------------------------- | -------------- | ------------ | ------------- | ---------- |
| 1 | Angola na Guerra e no Progresso | Quirino Simões | Documentário | 10 de junho   | —          |
| 2 | Traição Inverosímil             | Augusto Fraga  | Drama        | 12 de março   | —          |
| 3 | Vilarinho das Furnas            | António Campos | Documentário | 19 de outubro | —          |